# NGC 5245
NGC 5245 este o galaxie seyfert de tip 2⁠(d) situată în constelația Fecioara. A fost descoperită în 30 aprilie 1864 de către Albert Marth. Se află la o distanță de 99,73 de megaparseci de Pământ.